# Crazy Joe
Crazy Joe is een Italiaans-Amerikaanse misdaadfilm uit 1974 die geregisseerd werd door Carlo Lizzani. De film is gebaseerd op het leven van maffioso Joe Gallo. Het titelpersonage wordt vertolkt door Peter Boyle.

## Verhaal
"Crazy" Joe is een gangster die zich gedraagt als het personage Tommy Udo in de film Kiss of Death. Hij wil dat men hem vreest en beschouwt als "een grote man". Begin jaren 1960 werkt hij zich samen met zijn broer Richie op in de  New Yorkse organisatie van maffiabaas Falco. Wanneer ze vinden dat ze te weinig erkenning krijgen, besluiten ze een oorlog te beginnen en leden van hun eigen misdaadfamilie te ontvoeren. Pas na de bemiddeling van Don Vittorio wordt de strijdbijl tijdelijk begraven. 
Nadien neemt Vincent Coletti de leiding van de familie over. Joe belandt uiteindelijk in de gevangenis voor het afpersen van een handelaar. In de gevangenis onderricht hij zichzelf in literair werk als War and Peace en de boeken van existentiële filosofen als Albert Camus en Jean-Paul Sartre. Hij raakt ook goed bevriend met de zwarte gedetineerde Willy. Zijn inmiddels terminaal zieke broer Richie pleegt zelfmoord door met zijn auto van een klif te rijden.
Coletti richt vervolgens een Italo-Amerikaanse beweging op die de negatieve portrettering van zijn gemeenschap wil aanklagen. Don Vittorio vindt al snel dat de organisatie te veel aandacht trekt en laat Coletti uitschakelen. Maar ook Joe, die inmiddels is vrijgelaten, bezorgt Don Vittorio kopzorgen. Samen met Willy en diens vrienden uit Harlem probeert hij de macht te grijpen in Brooklyn. De filosofische en maatschappelijke opvattingen van de ambitieuze Joe zijn een doorn in het oog van de conservatieve maffia-elite. Don Vittorio grijpt in en geeft de opdracht om Joe te vermoorden. Terwijl hij samen met zijn vrouw Anne en Willy in een restaurant zit te eten, wordt hij beschoten door enkele gangsters. De twee mannen worden gedood.

## Rolverdeling
| Acteur            | Personage    |
| ----------------- | ------------ |
| Peter Boyle       | Joe          |
| Paula Prentiss    | Anne         |
| Fred Williamson   | Willy        |
| Rip Torn          | Richie       |
| Charles Cioffi    | Coletti      |
| Luther Adler      | Falco        |
| Eli Wallach       | Don Vittorio |
| Henry Winkler     | Mannie       |
| Sam Coppola       | Chick        |
| Louis Gus         | Magliocco    |
| Michael V. Gazzo  | Joe's uncle  |
| Fausto Tozzi      | Frank        |
| Peter Savage      | DeMarco      |
| Hervé Villechaize | Samson       |

## Productie
Scenarist Lewis John Carlino had met The Brotherhood (1968) en de tv-productie Honor Thy Father (1973) al twee films geschreven over de Amerikaanse maffia. Voor Crazy Joe, een film over gangster Joe Gallo die in april 1972 werd vermoord, baseerde hij zich op het werk van Nicholas Gage, een auteur en onderzoeksjournalist die begin jaren 1970 verscheidene boeken en artikels over Gallo en de maffiaoorlogen van New York had geschreven. De Italiaanse filmproducent Dino De Laurentiis, die in 1972 met The Valachi Papers ook al een film over de Amerikaanse maffia had gemaakt, leidde de productie in dienst van Columbia Pictures en schakelde zijn landgenoot Carlo Lizzani in als regisseur. Na Crazy Joe zouden De Laurentiis en Lizzani ook samenwerken aan het historische drama Mussolini ultimo atto (1974).
De opnames gingen op 25 juni 1973 van start en vonden plaats in New York en Rome. Begin juli 1973 werd er op Columbus Circle gefilmd. Er werd ook gefilmd in Rahway State Prison in Avenel (New Jersey).
In de film wordt het hoofdpersonage enkel Crazy Joe genoemd en nooit bij zijn volledige naam. De broers Albert en Larry Gallo werden samengevoegd tot één personage, genaamd Richie. De namen van maffiabazen Joe Profaci en Joe Colombo werden veranderd in respectievelijk Falco en Vincent Coletti. De personages van Fred Williamson en Eli Wallach vertonen opvallende gelijkenissen met drugsdealer Nicky Barnes en maffiabaas Carlo Gambino. 
Dat verscheidene personages en gebeurtenissen uit de film op echte personen en gebeurtenissen gebaseerd werden, werd tijdens de productie door de makers ontkend of verklaard als toevalligheden. Mogelijk vreesden de makers juridische en/of gewelddadige wraakacties van de maffia. De Laurentiis was immers al eens bedreigd geweest tijdens de productie van The Valachi Papers. Na de première van Crazy Joe in februari 1974 diende de advocaat van maffiabaas Joe Colombo een klacht in tegen de film. Een rechter oordeelde vervolgens dat de privacy van Colombo niet geschonden was, waardoor de film in de bioscoop mocht blijven.